# Starý zámek u Neumětel
Starý zámek u Neumětel je zaniklý hrad na západním výběžku ostrožny vrchu Housina severně od Neumětel. Lokalita s pomístním jménem Na Zámku se nachází nad silnicí mezi Libomyšlí a Želkovicemi na území přírodní památky Housina. Z hradu se dochovaly jen části zemního opevnění.

## Historie
O hradu se nedochovaly žádné písemné zprávy a neznáme ani jeho jméno. Mohly by s ním souvist některé ze zmínek o majitelích Neumětel na přelomu čtrnáctého a patnáctého století, kterými byli Jan z Běškovic roku 1372 a Ondřej z Vilímova roku 1409. Vzhledem k existenci nedalekého hradu Košík a neumětelské tvrze však nelze rozhodnout, ke kterému z objektů se zprávy vztahují.

## Popis
Hradní areál dosahuje délky 300 metrů. Na východní straně ostrožnu přepažuje val. Před ním vede příkopovitý útvar, který souvisí s těžbou kamene a se zaniklou cestou. Za valem se nachází plocha beze stop zástavby. Hradní jádro bylo od předhradí odděleno šíjovým příkopem. Z původního příkopu se dochovala pouze jeho vnější strana, zatímco hradní jádro včetně svahů pod ním bylo zničeno těžbou kamene.